# Sumita
Sumita (住田町, Sumita-chō) est un bourg du district de Kesen, dans la préfecture d'Iwate, au Japon.

## Géographie

### Démographie
Au 1er septembre 2015, la population de Sumita s'élevait à 5 763 habitants répartis sur une superficie de 334,84 km2.